# Xã Hooker, Quận Dixon, Nebraska
Xã Hooker (tiếng Anh: Hooker Township) là một xã thuộc quận Dixon, tiểu bang Nebraska, Hoa Kỳ. Năm 2010, dân số của xã này là 224 người.